# Dan Simonescu
Dan Simonescu  (* 10. Dezember 1902 in Câmpulung; † 11. März 1993 in Bukarest) war ein rumänischer Romanist, Rumänist und Buchwissenschaftler.

## Leben und Werk
Simonescu besuchte das Gymnasium in Pitești. Er studierte an der Universität Bukarest (als Schüler von Ioan Bianu und später Nicolae Cartojan).  Seine Abschlussarbeit von 1925 trug den Titel Viața literară și culturală a mănăstirii (Muscel) în trecut (Câmpulung 1926, Bukarest 2010). Dann war er Assistent und Bibliothekar im Bereich von Universität und Akademie. 1938 wurde er promoviert mit der Arbeit Literatura română de ceremonial. Condica lui Gheorgachi. 1762 (Bukarest 1939). 1941 ging er an die Universität Alexandru Ioan Cuza Iași und wurde dort 1942 Professor. Ab 1947 leitete er in Bukarest die Pädagogische Hochschule „Titu Maiorescu“. Von 1953 bis 1968 war er Forscher am Historischen Institut „Nicolae Iorga“. Von 1968 bis zu seiner Emeritierung 1972 war er noch Professor in der Bukarester Fakultät für rumänische Sprache und Literatur.
Simonescu war Ehrenmitglied der Rumänischen Akademie (1992).

## Werke (Auswahl)
- Le roman populaire dans la littérature roumaine médiévale, Bukarest 1965
- (mit Victor Petrescu) Tîrgoviște – vechi centru tipografic românesc. Studiu monografic cu repertoriul cărților vechi tipărite la Tîrgoviște și catalogul colecției Muzeului „Carte românească veche“, Tîrgoviște 1972
- (Hrsg.) Codex aureus, Bukarest 1972
- (Hrsg.) Codex Burgundus, Bukarest 1975
- (mit Gheorghe Buluta) Pagini din istoria cărții românești, Bukarest 1981
- (mit Gheorghe Buluta) Scurta istorie a cărții românești, Bukarest 1994